# Gustaf Adolf (schip, 1920)
De Gustaf Adolf was een Zweeds stoomvrachtschip van 926 ton. Ze werd afgebouwd in 1920 bij Helsingørs Jernskibs-og Maskinbyggeri A/S, Helsingør, Denemarken. De eigenaar was Ångfartygs-A/B Adolf (Adolf Bratt & Co), Göteborg, Zweden, met eveneens ook haar thuishaven. Haar reisroute was vanuit Göteborg naar Bristol, Engeland, en haar lading bestond uit houtpulp. Haar bemanningsaantal is niet bekend maar er vielen gelukkig voor de neutrale Zweden, geen slachtoffers bij de Duitse U-bootaanval van de U-34, onder bevel van Wilhelm Rollmann.

## Geschiedenis
Op 20 oktober 1939 werd het Zweedse vrachtschip Gustaf Adolf tot zinken gebracht door de U-34 van Wilhelm Rollmann, in positie 61°00' N en 00°48' O. door kanonvuur. Om 06.00 uur werd op die dag het neutrale stoomvrachtschip Gustaf Adolf gedwongen om te stoppen door de U-34, die boven water voer en de Zweedse bemanning bedreigde met hun snelvuurkanon, op ong. 50 kilometer ten noordoosten van Sullom Voe, Shetlandeilanden. In die periode konden de U-boten nog vrachtschepen praaien en het schip onderzoeken. Het onder schot gehouden vrachtschip vervoerde naast houtpulp, ook nog smokkelwaar. De Gustaf Adolf werd vervolgens tot zinken gebracht door het snelvuurkanon om 07.32 uur, nadat de bemanning het schip verlaten had. De U-boot nam vervolgens de reddingsboten op sleeptouw en stopte onderweg het Noorse stoomvrachtschip Biscaya af met twee schoten voor haar boeg om 10.30 uur. De overlevenden werden opgepikt door het Noorse vrachtschip en naar Moss, Noorwegen, gebracht.